# Sân bay quốc tế Jacksons
Sân by quốc tế Jacksons (IATA: POM, ICAO: AYPY), cũng gọi là Sân bay Port Moresby, là một sân bay nằm bên ngoài Port Moresby 8 km, ở Papua New Guinea. Đây là sân bay lớn nhất và tấp nập nhất ở Papua New Guinea và là căn cứ chính của hãng Air Niugini, hãng hàng không quốc gia của Papua New Guinea.

## Các hãng hàng không và các tuyến điểm
- Airlines PNG (Brisbane, Cairns, Daru, Fani, Gurney, Ikotama, Kerema, Kokoda, Lae, Losula, Moro, Misima Island, Onango, Papandetta, Tapini, Tufi, Wanigela, Woitape)
- Air Niugini (Alotau, Brisbane, Buka, Cairns, Goroka, Honiara, Hong Kong, Hoskins, Kavieng, Lae, Lihir Island, Madang, Manila, Manus Island, Mendi, Mount Hagen, Popondetta, Rabaul, Singapore, Sydney, Tari, Tokyo-Narita, Vanimo, Wewak)
- Islands Nationair
- Regional Air has a base at the airport.

## Các hãng trước đây
- Cathay Pacific (Hong Kong, Auckland)
- Philippine Airlines (Manila, Brisbane)
- Continental Airlines (Guam)
- Qantas (Brisbane)
- Singapore Airlines (Singapore)